# Janusz Filipiak
 (décembre 2023).
La mise en forme du texte ne suit pas les recommandations de Wikipédia : il faut le « wikifier ».
Les points d'amélioration suivants sont les cas les plus fréquents. Le détail des points à revoir est peut-être précisé sur la page de discussion.
- Les titres sont pré-formatés par le logiciel. Ils ne sont ni en capitales, ni en gras.
- Le texte ne doit pas être écrit en capitales (les noms de famille non plus), ni en gras, ni en italique, ni en « petit »…
- Le gras n'est utilisé que pour surligner le titre de l'article dans l'introduction, une seule fois.
- L'italique est rarement utilisé : mots en langue étrangère, titres d'œuvres, noms de bateaux, etc.
- Les citations ne sont pas en italique mais en corps de texte normal. Elles sont entourées par des guillemets français : « et ».
- Les listes à puces sont à éviter, des paragraphes rédigés étant largement préférés. Les tableaux sont à réserver à la présentation de données structurées (résultats, etc.).
- Les appels de note de bas de page (petits chiffres en exposant, introduits par l'outil «  Source ») sont à placer entre la fin de phrase et le point final[comme ça].
- Les liens internes (vers d'autres articles de Wikipédia) sont à choisir avec parcimonie. Créez des liens vers des articles approfondissant le sujet. Les termes génériques sans rapport avec le sujet sont à éviter, ainsi que les répétitions de liens vers un même terme.
- Les liens externes sont à placer uniquement dans une section « Liens externes », à la fin de l'article. Ces liens sont à choisir avec parcimonie suivant les règles définies. Si un lien sert de source à l'article, son insertion dans le texte est à faire par les notes de bas de page.
- La présentation des références doit suivre les conventions bibliographiques. Il est recommandé d'utiliser les modèles {{Ouvrage}}, {{Chapitre}}, {{Article}}, {{Lien web}} et/ou {{Bibliographie}}. Le mode d'édition visuel peut mettre en forme automatiquement les références.
- Insérer une infobox (cadre d'informations à droite) n'est pas obligatoire pour parachever la mise en page.

Pour une aide détaillée, merci de consulter Aide:Wikification.
Si vous pensez que ces points ont été résolus, vous pouvez retirer ce bandeau et améliorer la mise en forme d'un autre article.
Pour les articles homonymes, voir Filipiak.
 (décembre 2023).
Janusz Filipiak, né le 3 août 1952 à Bydgoszcz  et mort le 17 décembre 2023 à Cracovie, est un scientifique polonais, informaticien, entrepreneur, professeur universitaire et activiste sportif. Professeur de sciences techniques, fondateur et président du conseil d'administration de la société informatique Comarch de 1998 à 2023, et président du conseil d'administration de MKS Cracovia de 2004 à 2023.

## Biographie
Janusz Filipiak fréquente la 4ème école secondaire de Bydgoszcz . Après avoir réussi les examens d'entrée en 1971, il commence des études à Cracovie à la Faculté de génie électrique des mines et de la métallurgie de l'Université des sciences et technologies AGH ,. En 1972, il rejoint le Parti ouvrier unifié polonais. En 1976, il complète sa maîtrise avec mention à l'AGH,, ; il reçoit la médaille Staszic (pl) pour le meilleur diplômé de cette université . Il obtient ensuite les diplômes de docteur (1979)  et de docteur habilité (1984)  de cette université. En 1991, le titre de professeur de sciences techniques  lui est attribué. Il se spécialise dans les questions liées aux télécommunications, notamment les réseaux intégrés et les TIC. En tant qu'enseignant universitaire, il est associé à l'AGH, à partir de 1997 en tant que professeur titulaire.
Dans les années 1980 il travaille, entre autres, dans les laboratoires centraux de recherche parisiens de France Télécom et à l'université d'Adélaïde. Dans les années 90, il dirige le département des télécommunications de l'AGH. Il est l'auteur d'ouvrages industriels tels que Modelling and control of dynamic flows in communication networks (1988) et Real Time Network Management (1991), ainsi que d'une centaine de publications scientifiques .
En 1993, il fonde la société informatique Comarch (en), dont il devient, en 1998, président du conseil d'administration. Avec son épouse Elżbieta (présidente du conseil de surveillance), il devient le principal actionnaire de cette société (en 2016, ils contrôlent plus des 2/3 des voix à l'assemblée générale des actionnaires). L'entreprise qu'il a créée se transforme en groupe de capitaux et, en 2000, Janusz Filipiak figure pour la première fois sur la liste des 100 Polonais les plus riches établie par l'hebdomadaire « Wprost ».
En 2004, il devient président du conseil d'administration de la société par actions sportive KS Cracovia, créée par ce club sportif et la ville de Cracovie .
En octobre 2015, il devient membre du Conseil national de développement nommé par le président Andrzej Duda. En 2019-2020, il est président du Conseil universitaire de l'AGH  .
Le 30 septembre 2023, il est hospitalisé en raison d'un arrêt cardiaque soudain . Il est soigné à l'hôpital universitaire de Cracovie, où il meurt le 17 décembre.

## Décorations et distinctions
- Croix d'officier de l'Ordre Polonia Restituta (2012, pour contributions exceptionnelles au développement de l'économie nationale, pour réalisations dans des activités caritatives et sociales)  [12]
- Croix de Chevalier de l'Ordre Polonia Restituta (2004, pour ses contributions exceptionnelles au développement des télécommunications et des TIC)
- Prix du leader distingué de l'industrie de l'IEEE Communications Society 2012 (2013)[13]
- Prix économique individuel du Président de la République de Pologne (2016)[13]
- Médaille du 70e anniversaire de l'informatique polonaise (pl) - décernée par le chapitre de la Société informatique de Pologne (pl) (2018)[14]

## Publications
- Janusz Filipiak, Modelling and control of dynamic flows in communication networks, Springer Verlag, Berlin 1988,  (ISBN 3540182926).
- Janusz Filipiak, Real Time Network Management, Hollande du Nord, Amsterdam 1991,  (ISBN 9780444888815).
- Janusz Filipiak et Krzysztof Domaradzki, Dlaczego się udało. Filozofia i strategie twórcy Comarchu (Pourquoi ça a marché. Philosophie et stratégies du fondateur de Comarch), Znak Litera Nova, Cracovie 2022,  (ISBN 9788324084784).